# Kinto Sol
Kinto Sol es un grupo de hip-hop ubicado en Milwaukee, Wisconsin. Está conformado por tres hermanos: DJ Payback García (Javier García), "El Chivo" (Eduardo García) y Skribe (Manuel García), este último es el líder del grupo. Los hermanos son originarios de Irámuco, Guanajuato, México. Actualmente se les considera un ícono de la cultura mexicano-estadounidense.
Kinto Sol emprendió su primer álbum en inglés con un estilo gángster. Este álbum fue grabado en las calles de Chicago y no resultó ser un éxito rotundo, puesto que el grupo no era muy conocido. Este disco no es mencionado en su discografía por diferentes razones, pero en internet los usuarios han subido las canciones que forman ese CD. Su segundo álbum fue Del norte al sur, el tercer álbum se denominó Hecho en México, el nombre se debía a su amor por México y ganó fama en las calles. Después, La sangre nunca muere que habla de la situación familiar, seguido de Los Hijos Del Maíz que fue el álbum que les dio más fama por tocar temas de racismo, malinchismo, amor a la sangre azteca, entre otros. En 2009 emprenden el álbum Cárcel De Sueños con un estilo diferente respecto a los beats y formas de rapear. Sus canciones los han llevado a tener el reconocimiento propio de grupos de hip-hop como Control Machete, Cartel de Santa, Akwid Kartel de las Calles, entre otros.
Kinto Sol también ha compuesto temas románticos, en los cuales destacan los éxitos "Que Risa me Da", "Nací Para Quererte" y "Ella se Fue", este último muy reconocido en México y Estados Unidos. Kinto Sol ha pugnado por el respeto hacia los derechos de los inmigrantes.
En 2010 lanzaron el Álbum "El Último Suspiro". En 2012 "Familia Fe y Patria" y en 2013 su álbum "La Tumba del Alma", el cual fue nominado a los "Premios de la Calle" como mejor álbum de rap alternativo.
Actualmente siguen en activo y en 2020 sacaron nuevos temas, como "Vida Loka" y "Sólo el Recuerdo", entre otros. Han anunciado qué sacarán más canciones para conformar un nuevo álbum.

### Álbumes
- Kinto Sol (1999)
- Del Norte Al Sur (2001)
- Hecho en México (2003)
- La Sangre Nunca Muere (2005)
- Los Hijos del Maíz (2007)
- Cárcel De Sueños (2009)
- El Último Suspiro (2010)
- Familia, Fe Y Patria (2012)
- La Tumba del Alma (2013)
- Protegiendo El Penacho (2015)
- Lo Que No Se Olvida (2016)
- Somos Once (2017)
- Lengua Universal (2018)
- Oxlajuj (2020)
- La Flecha (2022)
- La Esquina (2024)

## Lista de Popularidad
| Álbum                | Chart                              | Peak Position |
| -------------------- | ---------------------------------- | ------------- |
| Los Hijos del Maíz   | U.S. Billboard Latín Rhythm Albums | 6             |
| Los Hijos del Maíz   | U.S. Billboard Top Heatseekers     | 10            |
| Los Hijos del Maíz   | U.S. Billboard Top Latín Albums    | 30            |
| Encuentros Musicales | U.S. Billboard Latín Rhythm Albums | 6             |
| Encuentros Musicales | U.S. Billboard Top Latín Albums    | 19            |
| 15 Rayos             | U.S. Billboard Latín Rhythm Albums | 6             |
| 15 Rayos             | U.S. Billboard Top Heatseekers     | 43            |
| 15 Rayos             | U.S. Billboard Top Latín Albums    | 40            |